# Faratsiho
Faratsiho är en ort i Madagaskar.   Den ligger i regionen Vakinankaratraregionen, i den centrala delen av landet, 80 km sydväst om huvudstaden Antananarivo. Faratsiho ligger 1 729 meter över havet och antalet invånare är 37 563.
Terrängen runt Faratsiho är kuperad. Runt Faratsiho är det ganska tätbefolkat, med 75 invånare per kvadratkilometer. Faratsiho är det största samhället i trakten. Omgivningarna runt Faratsiho är huvudsakligen savann.